# Umbrae mortis
Umbrae mortis (signifiant en français : « L'Ombre de la mort ») est une œuvre de musique vocale pour chœur mixte à 4 voix, du compositeur français Pascal Dusapin composée en 1997.

## Historique
Umbrae mortis est une œuvre composée dans la suite de Granum sinapis entre août et septembre 1997 et devait au départ être une musique de scène, ce qu'elle ne devint jamais. Cette pièce très courte (5 minutes) adopte le plan d'un Requiem et reprend des textes extraits de l’Officium defunctorum (l’Office des défunts). Elle est en lien avec la messe de Requiem de Johannes Ockeghem, qui fut l'une des toutes  premières composées, au xve siècle. Elle est dédiée à la mémoire du compositeur Francisco Guerrero Marín qui venait de mourir prématurément.
Umbrae mortis a été créée par le Chœur de chambre Accentus dirigé par Laurence Equilbey le 19 septembre 1998 lors du Festival Musica à Strasbourg dans l'église du Bouclier.

## Structure
Umbrae mortis est écrit pour un chœur mixte à quatre voix et est composé d'un mouvement unique dont l'exécution dure environ 5 minutes.

## Discographie
- Sur Requiem[s] par le Chœur de chambre Accentus et Ars nova dirigés par  Laurence Equilbey, Montaigne, Auvidis/Naïve, 2000.